# Mechanical love
|  | Denne artikel er oprettet af botten PalnaBot ud fra en ekstern database. Den kan derfor have sproglige fejl eller mangler. Denne skabelon kan fjernes efter kontrol af indholdet. |

Mechanical love er en dokumentarfilm fra 2008 instrueret af Phie Ambo efter eget manuskript.

## Handling
En af verdens førende forskere, japaneren Hiroshi Ishiguro, har i flere år arbejdet med robotudvikling. Han har med stor succes skabt verdens første androide, en 99,9% vellignende kopi af sig selv. Den er klar til at træde i hans sted og udfylde hans plads som ekspert, underviser, familiefar og ægtemand. I MECHANICAL LOVE følger filmen med ind i laboratoriet, da han første gang introducerer sin familie for sin androide. Et andet sted i Japan har forskere anført af professor Takanori Shibata udviklet babysælen Paro. Den lille pelsklædte robot som i dag er et udbredt elektronisk kæledyr og tegner til at blive en vigtig japansk eksportvare har også sneget sig ind i den sociale sektor i bl.a. Europa. Her har vi for længst ladet robotterne overtage det tunge og slidsomme arbejde i industrien. Men hvor går vores grænser og hvor meget skal vi være i stand til at forstå os på robotter for også at kunne acceptere og elske dem? Er der noget der hindrer os i at lade robotterne overtage de tomme pladser i plejesektoren? Hvis en robot kan erstatte den store mangel på ledige hænder og give vores gamle borgere følelsen af tryghed og kærlighed, hvorfor lader vi så ikke robotterne overtage?